# Lelouch Lamperouge
Lelouch Lamperouge (jap. ルルーシュ・ランペルージ Rurūshu Ranperūji) – postać fikcyjna, protagonista anime oraz mangi Code Geass. W anime głosu użycza mu Jun Fukuyama. Koncepcja postaci została stworzona przez grupę Clamp.

## Opis postaci
Lelouch Lamperouge jest siedemnastoletnim uczniem Akademii Ashford, żyjącym w świecie alternatywnej rzeczywistości, w której Wielka Brytania (pod nazwą Święte Imperium Brytyjskie) kontroluje ponad 1/3 świata, w tym Japonię. W wyniku tego Japonia utraciła niepodległość i została nazwana „Strefą 11”. Wszelkie konflikty zbrojne prowadzone są za pomocą mechów – Rycerzy Mroku. Lelouch ukrywa swoje pochodzenie – jego prawdziwe nazwisko brzmi Lelouch vi Britannia (jap. ルルーシュ・ヴィ・ブリタニア Rurūshu vi Buritania) i jest 17. w kolejce do tronu księciem Świętego Imperium Brytyjskiego. Jest synem imperatora Charlesa zi Britannia i jego zmarłej żony, królowej Marianne. Jego siostrą jest Nunnuly Lamperouge, a przyrodnim rodzeństwem są m.in. książę Schneizel, książę Clovis, księżniczka Cornelia i księżniczka Euphemia. Jego marzeniem jest uczynienie świata lepszym, tak by jego niepełnosprawna siostra Nunnaly mogła żyć w spokoju. Najlepszym przyjacielem Leloucha, jeszcze od czasów dzieciństwa, jest Suzaku Kururugi – Japończyk, wyniesiony do rangi Brytyjczyka, żołnierz Imperium.
Pewnego dnia, staje się przypadkowym świadkiem prześladowań mieszkańców „Strefy 11” i ratuje tajemniczą, zielonowłosą kobietę. Kiedy zostaje oskarżony o współpracę z terrorystami, uratowana kobieta – C.C. zawiera z nim umowę i obdarza go mocą – Geass, która pozwala Lelouchowi kontrolować innych. Od tej pory Lelouch przybiera drugą tożsamość – Zero i wraz z Kallen Kōzuki i Ōgim Kaname staje na czele ruchu oporu, który przybiera nazwę Zakon Czarnych Rycerzy. Jedyną osobą, która zna prawdziwą tożsamość Zero jest C.C., jednak w wyniku jednej z nieudanych operacji wojskowych w Naricie, jego twarz poznaje także Shirley – koleżanka Leloucha ze szkoły, którym jest zauroczona.
Po kilku walkach przeciwko Imperium, Zakon zyskuje silnego sprzymierzeńca – Front Wyzwolenia Japonii, pod dowództwem znanego stratega, generała Kyōshirō Tōdō. Krótko po operacji na wyspie Shikine-jima, Euphemia (która poznała tożsamość Zero), ustala Specjalną Strefę Administracyjną Japonii na wzgórzu Fudżi, aby ukrócić starcia pomiędzy Imperium a niepodległościowcami. Podczas rozmowy z Euphemią, Lelouch traci kontrolę nad swoim Geassem i nieświadomie wydaje siostrze rozkaz zabicia Japończyków. Euphemia usłuchała rozkazu, natomiast Lelouch, by zapobiec dalszej masakrze, zabija siostrę. Wywołuje to kolejny zryw Japończyków i Zakonu Czarnych Rycerzy, natomiast Nunnaly zostaje uprowadzona na Wyspę Bogów. Dochodzi tam do konfrontacji pomiędzy Zero a Suzaku, podczas której tożsamość Leloucha zostaje odkryta.
W rok po wydarzeniach z pierwszego sezonu, Lelouch nadal jest studentem Akademii Ashford, jednak ma wymazane wspomnienia, natomiast większość Zakonu Czarnych Rycerzy zostaje uwięziona. Gdy znajduje się w sytuacji zagrożenia życia C.C. przywraca mu wspomnienia i moc Geass. Orientuje się wówczas, że ma fałszywego brata, Rolo, który został podstawiony przez Imperatora. Kallen, która była świadkiem konfrontacji pomiędzy Lelouchem i Suzaku, zmienia swoje nastawienie do Zero na bardziej romantyczne. Wkrótce potem Nunnally zostaje mianowana gubernatorem „Strefy 11” i ogłasza reaktywowanie Specjalnej Strefy Administracyjnej Japonii. Zero, ku zaskoczeniu Zakonu Czarnych Rycerzy, zgadza się na propozycję przyłączenia się do planu Nunnally, pod warunkiem, że władze brytyjskie pozwolą mu odejść. Wykorzystując podstęp, Zero udaje się uwolnić wszystkich członków Zakonu i przetransportować ich na wyspę sojuszniczej Chińskiej Federacji.
W wyniku powrotu Jeremiaha Gottwalda i jego mocy anulowania Geass, Shirley odzyskuje wspomnienia o Zero. Aby uniknąć upublicznienia tożsamości Leloucha, Rolo zabija Shirley. Wkrótce potem Lelouch zostaje przeniesiony do innego wymiaru o nazwie Miecz Akashy, gdzie spotyka się ze swoim ojcem. W wyniku tego zajścia C.C. traci pamięć, natomiast Zakon Czarnych Rycerzy proponuje na arenie międzynarodowej utworzenie Federacji Narodów Zjednoczonych, by wypowiedzieć wojnę przeciwko Imperium Brytyjskiemu. Niebawem wywiązuje się druga bitwa o Tokio, podczas której, pod wpływem Geass, Suzaku używa broni taktycznej, doprowadzając do śmierci wielu ludzi. Następnie, podczas tymczasowego zawieszenia broni, książę Schneizel ujawnia tożsamość Zero członkom Zakonu Czarnych Rycerzy co powoduje, że wszyscy z wyjątkiem C.C. i Rolo odwracają się od Leloucha (Rolo, ratując przybranego brata, sam traci życie). Zero i Suzaku, niezależnie od siebie, udają się na Wyspę Bogów, by przedostać się do Miecza Akashy i spotkać się z Imperatorem. Lelouch poznaje prawdę o śmierci matki, która zginęła, lecz dzięki Geass jej dusza została przeniesiona do innego ciała. Następnie Zero zabija ojca, a miesiąc później sam zostaje 99. Imperatorem, zmuszając dzięki mocy Geass poddanych do posłuszeństwa. Wkrótce potem, dzięki wsparciu Suzaku, Lelouch pokonuje wojska swojego brata, księcia Schneizela i zyskuje całkowitą władzę w Imperium. Dwa miesiące po skończonej walce Lelouch sprawuje autorytarne rządy i przygotowuje publiczną egzekucję członków organizacji niepodległościowych. Podczas wystąpienia zostaje zaatakowany i zabity przez Suzaku przebranego za Zero. Konając na rękach swojej młodszej siostry Nunnally, przekazuje jej swoje wspomnienia. Okazuje się, że Lelouch i Suzaku wszystko zaplanowali – Lamperouge umyślnie skoncentrował nienawiść świata na swojej osobie i dał się zabić, aby móc zapewnić przyszłym pokoleniom życie w pokoju. Jego następczynią i 100. Imperatorem została jego siostra Nunnally.

## Odbiór
Lelouch Lamperouge, w latach 2006, 2007 i 2008, został wybrany najlepszą męską postacią w cyklu Anime Grand Prix, przyznawaną przez magazyn Animage. Ze względu na prowadzone podwójne życie, Lelouch Lamperouge został porównany do Lighta Yagamiego i Edmonda Dantesa, przez opiniotwórczy serwis IGN. Ten sam serwis, w 2009 umieścił Leloucha na 23. miejscu najważniejszych postaci z anime wszech czasów. Pięć lat później, postać Lamperouge'a uplasowała się na 18. miejscu.
Dubbingujący bohatera Jun Fukuyama zdobył dwie Nagrody Seiyū: w 2007 w kategorii najlepszy aktor pierwszoplanowy oraz w 2009 w kategorii wyróżnienie od zagranicznych fanów. Ponadto otrzymał dwie nagrody Anime Grand Prix w kategorii najlepszy seiyū (2007, 2008) oraz nagrodę Tokyo Anime Award (2009)